# Chirurgie

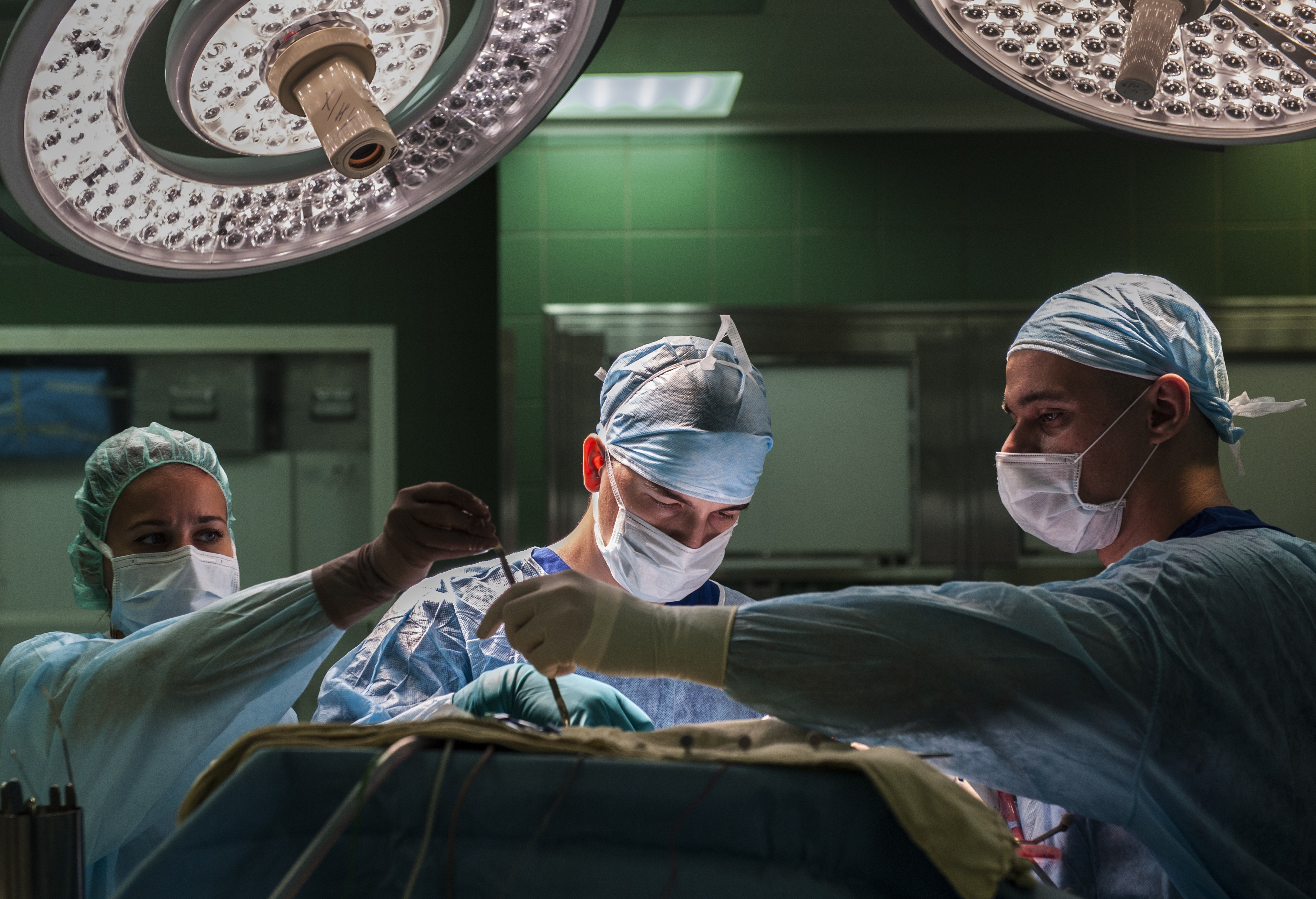
Chirurgen aan het werk in een operatiekamer

Chirurgie of heelkunde is een medisch specialisme. Met chirurgie wordt de gezondheid of het welbevinden van een individu verbeterd door fysieke aanpassingen in het lichaam te verrichten, waarbij de buitenste weefsels doorbroken en/of gehecht moeten worden. De aanpassingen aan het lichaam kunnen gaan om het verwijderen van aangetast of overtollig weefsel, organen of implantaten, het aanbrengen van donororganen of implantaten of het zo veel mogelijk herstellen van de oorspronkelijke staat van het lichaam.
Chirurgie mag alleen door daarvoor medisch bevoegde personen worden uitgevoerd. Die medische handeling wordt opereren genoemd, of het uitvoeren van een operatie. Een arts met specialisatie chirurgie wordt algemeen een chirurg genoemd. 
Het woord chirurgie is een samenstelling van de woorden χείρ kheír = "hand, arm" en ἔργον érgon = "werk" uit het Oudgrieks.

## Chirurgische specialismes
Om de kwaliteit en efficientie van de behandelingen te verhogen specialiseren algemeen chirurgen zich op één of meerdere delen van het lichaam. 
De volgende specialisaties bestaan:
- vaatchirurg
- GE-(gastro-intestinaal) chirurg
- oncologisch chirurg
- traumatologisch chirurg of
- kinderchirurg
- orthopedie
- hartchirurgie
- plastische chirurgie
- neurochirurgie
- cardiothoracale chirurgie
- oogheelkunde
- keel-, neus- en oorheelkunde
- gynaecologie
- urologie
- mond-, kaak- en aangezichtschirurgie

Algemene heelkunde is het medisch specialisme gericht op de behandeling van ziektebeelden die niet tot een ander chirurgisch specialisme worden gerekend. Hieronder vallen bijvoorbeeld behandeling van blindedarm- of galblaasoperaties.

## Instrumenten en technieken
Bij het uitvoeren van chirurgische handelingen wordt gebruik gemaakt van instrumenten om technieken toe te passen.
Voorbeelden van veel gebruikte instrumenten zijn:
- scalpel
- hechtnaald en draad
- klem
- pincet
- schaar
- tang
- wondspreider

Voorbeelden van technieken zijn:
- Autoplastiek
- Axiale flap
- Excisie
- Incisie
- Liposuctie
- Laparoscopie

## Chirurgische ingrepen

Hieronymus Fabricius, Operationes chirurgicae, 1685

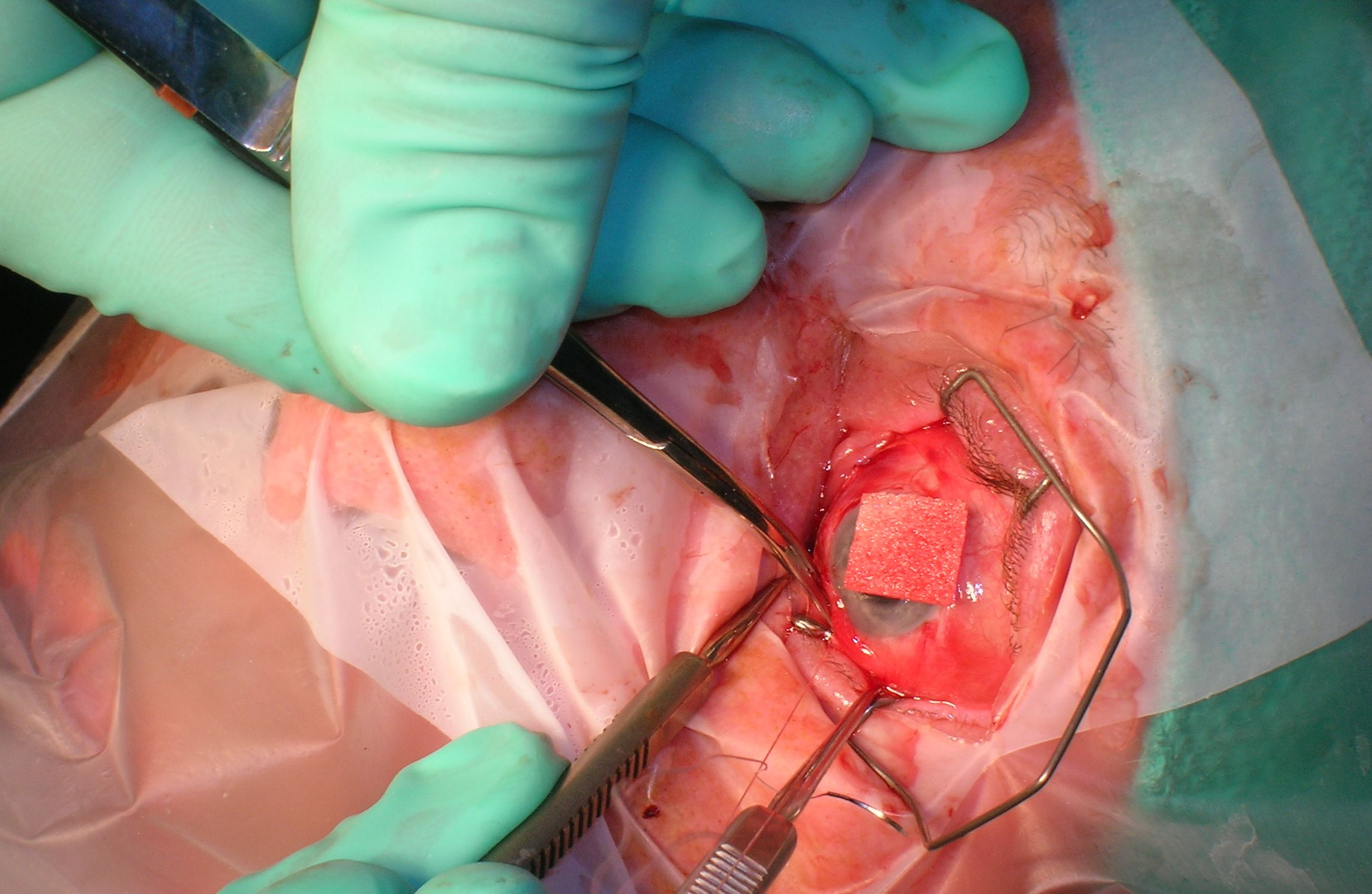
Oogoperatie

- Adenotomie (verwijderen van de neusamandel)
- Appendectomie (verwijderen van appendix)
- Colectomie (verwijderen van de dikke darm)
- Colostomie (opening aanbrengen in het dikke darm)
- Coniotomie ( luchtweg vrij te maken)
- Coronary Artery Bypass Graft (opheffen van een bloedvat vernauwing)
- Episiotomie (inknippen van het baringskanaal)
- Facelift (cosmetische huidoperatie)
- Fotokeratotomie (snijden in het ooghoornvlies)
- Gastrectomie (verwijderen van de maag)
- Gingivectomie (verwijderen van tandvlees)
- Haarnestcyste (verwijderen van sinus pilonidalis)
- Harttransplantatie
- Hysterectomie (verwijderen van de baarmoeder)
- Keizersnede (bevallen via de buikwand)
- Laminectomie (verwijderen van wervelboog)
- Laparoscopie (inspectie van de buikholte)
- Laryngectomie (verwijderen van het strottenhoofd)
- Lobectomie (verwijderen van deel van de longen)
- Lobotomie (doorsnijden van zenuwen tussen de hersenhelften)
- Maagverkleining
- Mammectomie (verwijderen van de borstklier en tepel)
- Mediastinoscopie (inspectie van de ruimte tussen de longen)
- Microlarynxchirurgie (stembanden)
- Myringoplastiek (trommelvlies)
- Niertransplantatie
- Oogoperatie
- Parotidectomie (verwijderen van oorspeekselklier)
- Septumcorrectie (rechtzetten van het neustussenschot)
- Splenectomie (verwijderen van de milt)
- Tonsillectomie (verwijderen van keelamandelen)
- Tracheotomie (aanbrengen van een buisje in de luchtpijp)
- Tympanoplastiek (herstel van een trommelvlies en/of van de keten van gehoorbeentjes)
- Uterusextirpatie (verwijderen van baarmoeder)
- Vitrectomie (vervangen van glasvocht aan de binnenkant van het oog)

## Chirurgische hulpmiddelen
Om operaties te kunnen uitvoeren zijn diverse hulpmiddelen nodig, zoals:
- Catgut (verouderd)
- Hart-longmachine
- Pijnstillers